# Let's Take It to the Stage
 (décembre 2024).
Si vous disposez d'ouvrages ou d'articles de référence ou si vous connaissez des sites web de qualité traitant du thème abordé ici, merci de compléter l'article en donnant les références utiles à sa vérifiabilité et en les liant à la section « Notes et références ».
Albums de Funkadelic
Standing on the Verge of Getting It On
(1974) Tales of Kidd Funkadelic
(1976)
Let's Take It to the Stage est le septième album de Funkadelic, sorti chez Westbound Records en 1975.

## Liste des morceaux
1. Good To Your Earhole (George Clinton, Grace Cook, Fuzzy Haskins)
2. Better By the Pound (Clinton, Cook)
3. Be My Beach (Clinton, Bootsy Collins, Bernie Worrell)
4. No Head No Backstage Pass (Clinton, Ron Bykowski)
5. Let's Take It to the Stage (Clinton, Collins, Garry Shider)
6. Get Off Your Ass and Jam (Clinton)
7. Baby I Owe You Something Good (Clinton)
8. Stuffs And Things (Clinton, Cook)
9. The Song Is Familiar (Clinton, Collins, Worrell)
10. Atmosphere (Clinton, Shider, Worrell)